# Flavius Sosipater Charisius
Flavius Sosipater Charisius, gyakran csak Charisius (Szoszipatér Kharisziosz, 4. század) római grammatikus. Öt könyvből álló Ars grammatica című műve – amelyet Iulianus uralkodása idején (361–363) adtak közre – fennmaradt. A mű nagyobb része ismert, az első és negyedik könyv egy része, valamint a teljes ötödik könyv elveszett. Néhány fejezetet későbbi kompilációkból lehet rekonstruálni. A munka témája a nyelvhelyesség és a nyelvtörténet, valamint a versmetrika. Munkáját elsősorban a nem latin anyanyelvűeknek szánta, hanem a Római Birodalom keleti felének görög nyelvű népességének. Ő maga és fia is görög anyanyelvű volt. Egyes források szerint afrikai származású, mások szerint Campaniában született, ismét mások szerint az egykorú Róma praefectusának, Flavius Honoriusnak rokona. Később Euanthius helyére hívták meg Konstantinápolyba.
Charisius inkább kompilátor, mint szerző, a régi latin tankönyveket egyszerűen lemásolta, nem dolgozta át. E források között Quintus Remmius Palaemon teljes fejezetei, Iulius Romanus és az egyik alapvető tanár, Comminianus is fellelhető. A véleménykülönbségeket egymás mellé állítja, de nem formál véleményt.